# 바세틀로

바세틀로의 위치

바세틀로(영어: Bassetlaw)는 잉글랜드 노팅엄셔주에 위치한 비도시 자치구로 중심 도시는 워크소프이며 인구는 114,143명(2014년 기준), 면적은 637.8km2이다.